# Colchester Castle
Colchester Castle ist eine englische Festung in Colchester, Essex. Die Burg steht auf den Grundmauern eines Claudius-Tempels aus der römischen Zeit Colchesters und wurde zwischen 1070 und 1100 errichtet. Nach einem Teilabriss Ende des 17. Jahrhunderts errichteten die Eigentümer im 18. Jahrhundert einen Landschaftspark um die Burg herum. Seit 1922 sind Burgruine und Park im Besitz der Stadt Colchester und öffentlich zugänglich. Es beherbergt das Colchester Castle Museum, das die Geschichte der Stadt zum Thema hat.
Die Festungsanlage mit einem mächtigen Keep und den (nicht erhaltenen) Mauern herum, ist vom Tower of London inspiriert. Mit einer Grundfläche von 46 m × 34 m ist der Keep in Colchester der größte je in Großbritannien gebaute und der größte Europas, von dem noch Teile erhalten sind. Über die ehemalige Höhe des Gebäudes ist sich die Wissenschaft uneins.